# Орална ваксинация против бяс
Орална ваксинация против бяс е профилактично мероприятие за изкореняване на заболяването бяс сред дивите хищни животни вектори на болестта – предимно лисици и по-рядко еноти, енотовидни кучета, койоти и чакали.

## История
През годините след Втората световна война, благодарение на ограничаване на популациите от безстопанствени кучета и кампанията по ваксинирането им, нивото на градски бяс особено в развитите страни рязко спада. Въпреки това обаче продължава да бъде проблем циркулацията на вируса в популацията от диви животни. Това налага разработването на програми по ограничаването и пълното ликвидиране на болестта сред тях, като се използват ваксинални примамки разхвърляни в природата ръчно, със самолет или хеликоптер. Примамките са пригодени за приемане през устата, откъдето идва и наименованието на кампанията.
В Канада орална ваксинация при дивите животни се извършва от 1985 г. до днес. От 1990 г. се прилага и в някои щати на САЩ като към днешна дата броят на щатите е 16. Поради гъстотата на случаите на горски бяс в района на Апалачите, Тексас, Флорида и Нова Англия ваксинални примамки се залагат в тези райони. Целта на програмата е ваксинация на енотите в 15 от щатите и на лисиците и койотите в Тексас. След извършване на контрол на ваксинацията и новите регистрирани случаи, районите на залагане на примамките ежегодно менят своята големина, изключват се от програмата някои от тях, а се включват нови.
В България за пръв път програма за прилагането на орална ваксинация при лисиците е одобрена за изпълнение в периода 2007 – 2011 г.. Поради липсата на финансиране тя не е изпълнявана съгласно заложения срок. През 2009 г. е приета нова „Национална програма за контрол и изкореняване на болестта бяс на територията на Република България“. Същата е съфинансирана от страна на ЕС.

## Използвана ваксина
Ваксината представлява блокче с размери близки до кибритена кутия. Пригодена е за ръчно залагане или за залагане със самолет или хеликоптер. То е изградено от две части: течна и твърда:
- Течната част е същинската, поместена в алуминиев блистер, в който се съдържа една ваксинална доза достатъчна да изгради едногодишен имунитет при лисица. Тя съдържа атенуиран щам на Rabies virus, стабилизанти и примамка с тетрациклин.
- Твърдата част е обвивката около течната и тя придава формата на блокчето. Съставена е от рибно брашно и лой. Има лоша миризма и действа като атрактант за консумиране от хищник.

Действието на ваксината се основава на факта, че при сдъвкване животното сдъвква и блистера. Той има остри ръбове и наранява небцето, венеца и тонзилите. Тези ранички се превръщат във входна врата за вакснината.
При работа с ваксината е нужно да се ползват ръкавици, за да не се остави човешка миризма, която лесно се усеща от животните.

## Цели и изпълнение на програмата
Съгласно нея е заложено двукратно през годината (пролет и есен) залагане на ваксинални примамки на площ 55 037 km2 в Северна и области от Западна България. Примамките се разпръскват със самолет, като на 1 km2 се залагат 20 бр. Ваксината не трябва да бъде разпръсквана над водоеми и населени места. Необходимо е всяка година да се издава нова програма като след анализ на изпълнението на предходната ваксинацията може да продължи върху същата територия, да обхване по-голяма или съответно територията да бъде намалена. За тази цел е предвидено извършването на контрол на приемане на ваксината и контрол на имунитета, който са изградили лисиците. Програмата трябва да продължи да действа най-малко две години след последния доказан случай на бяс при диво животно. След ликвидиране на беса сред популацията от хищници ваксинацията ще продължи да се прилага в радиус 30 km от границите ни със страни, от които могат да проникнат болни диви животни.

## Контрол на ваксинацията
Контролът на ваксинацията се извършва в две насоки:
- приемането на ваксиналните примамки от лисиците посредством установяване на остатъчни количества тетрациклин в костния мозък;
- наличието на антитела срещу вируса на беса в кръвни проби от лисици.

За изпълнението на предвидения контрол е необходимо от територията на залагане на ваксинални примамки да бъдат взети кръвна проба и глава от лисица и изпратени за изследване. Пробите трябва да бъдат минимум 8 бр. на 100 km2.
Пробите се изследват, чрез следните методи:
- RFFIT – тест за установяване на антитела срещу вируса на беса.
- IFT-тест – за установяване вируса на беса.
- ELISA – тест за доказване на антитела след ваксинация.
- Тест за установяване на маркера тетрациклин.
- IMAGE ANALYSIS – тест за типизиране на вирусите.